# ドミトリー・ムラトフ
ドミトリー・アンドレーヴィチ・ムラトフ（ロシア語: Дми́трий Андре́евич Мура́тов, 英語: Dmitry Andreyevich Muratov, 1961年10月29日 - ）は、ロシアのジャーナリスト。ノーヴァヤ・ガゼータ編集長。2021年ノーベル平和賞受賞。

## 来歴
1961年10月30日にサマラで生まれ、1983年にクイビシェフ国立大学の言語学部を卒業。
1983年から1985年にかけて、通信機器のセキュリティ専門家としてソ連軍に勤務している。
1987年にヴォルシスキー・コムソモレツ紙の特派員となり、同年中にコムソモリスカヤ・プラウダ青年部の責任者に任命された、後にニュース記事の編集者に昇進。1992年に同紙を退社。
1993年、ミハイル・ゴルバチョフ元ソ連共産党書記長からノーベル平和賞賞金の一部が寄付され、同僚たちと「人権問題、汚職、権力の乱用について徹底的な調査を行うこと」を使命として創立されたノーヴァヤ・ガゼータの副編集長となった。
1994年12月から1995年1月まで第一次チェチェン紛争を戦場記者として取材、1995年に編集長となった。ノーヴァヤ・ガゼータとしての使命としての報道は、当局側との対立に繋がっており、ムラトフ編集長時代に6人のジャーナリスト・寄稿者が殺害されている。
- 2000年7月16日、汚職に関する特別プロジェクト(元リペツク州副知事セルゲイ・ドロフスキーの経済政策を批判)を編集していたイゴール・ドムニコフのアパートにハンマーを持った複数名の男が押し入り、ドムニコフを殴打した。ドムニコフは2ヶ月後に死去。
- 2001年6月2日、寄稿者で人権擁護者のヴィクトル・ポプコフがチェチェンで民間人に医療物資を届けていたところ、車上から覆面の兵士により射殺された[3]。
- 2003年7月3日、副編集長で1993年より下院議員であったユーリ・シェコチキンが毒殺。最後の記事には、ロシア連邦保安庁（FSB）がモスクワ劇場占拠事件の際に放出された毒ガスをロシア議会に説明することを拒否したことや、モスクワでトルクメニスタン出身のロシア市民に対しての活動を行ったトルクメニスタンの諜報機関の問題などを説明したものであった。
- 2006年10月7日、アンナ・ポリトコフスカヤが自宅アパート建物エレベーター内で射殺体で発見された。ポリトコフスカヤは、チェチェン紛争についての批判、プーチン大統領への批判をしていた。
  - 2012年4月5日、エレナ・ミラシナがモスクワのバラシハ地区で襲撃されている。ミラシナは北コーカサス地域での人権侵害や地元ジャーナリストの攻撃や殺害について取材、ジャーナリスト保護委員会にはアンナ・ポリトコフスカヤの殺害に関する報告を行っている[4]。
- 2009年1月9日、アナスタシア・バブロワは弁護士スタニスラフ・マルケロフの会見中にともに射殺された。マルケロフは2000年にロシア軍大佐によって殺害されたチェチェン人女性、そしてアンナ・ポリトコフスカヤの弁護士をしており、パブロワはロシア国内におけるネオナチの調査をしていたという。
  - ロシアの軍事アナリストでノーヴァヤ・ガゼータにも寄稿しているパベル・フェルゲンハウアーは「ロシア保安庁またはその中の悪党が第一容疑者である。モスクワの中心部で白昼堂々と1人の銃撃者による攻撃が大胆に行われるためには、専門的な事前計画と監視が必要だった。その特定の地域を綿密に管理している治安機関が見て見ぬふりをしなければならない。サイレンサー付きの銃の使用は、ロシアの民族主義的なネオナチ青年団による殺人の通常のパターンとは一致しない。彼らは手製の爆発物・ナイフを用いて、集団で反対者を殴殺し、刺殺する」と指摘している[5]。
  - モスクワでは300人の市民が「統一ロシアはファシストの国だ」「ファシストは人殺し-国家はもみ消す」「マルケロフは永遠に生きる」などと抗議した[6]。グロズヌイでは2000人以上が抗議集会に参加したという[7]。
- 2009年7月15日、寄稿者で人権団体メモリアルの理事であったナタリア・エステミロワがチェチェンのグロズヌイで誘拐され、数時間後に路上で遺体が発見された。エステミロワは、ポリトコフスカヤやマルケロフ弁護士と協力関係にあった[8]。

2021年、言論の自由を守るため独裁権力への対抗が評価され、フィリピンのマリア・レッサとともにノーベル平和賞を受賞した。ムラトフは受賞について犠牲になった6人の功績によるものと考えており、賞金は脊髄性筋萎縮症の子どもたちの治療と外国エージェントとされたジャーナリストたちを支援するために使うことを表明。その分配に関する最終決定は、ノーヴァヤ・ガゼータの編集委員会によって行われるという。
2022年3月22日、ロシアのウクライナ侵攻による避難民を支援する団体にノーベル平和賞のメダルを寄付すると表明、メダルは競売にかけられる。ムラトフはノーヴァヤ・ガゼータで「我々の国はプーチン大統領の命令でウクライナと戦争を始めた。私は悲しむとともに、恥じている」といった侵攻に反対する記事を複数掲載していたが、ロシア当局から「虚偽情報の流布」として削除を命じられた。同年3月28日、2回目の警告を受け当局が裁判所にノーヴァヤ・ガゼータの登録廃止を申請することが可能となり、ノーヴァヤ・ガゼータは特別軍事作戦が終了するまでの業務一時停止に追い込まれた。
同年4月5日、ノルウェーのメディアグループAmediaはロシア撤退にあたってロシアにある4つの印刷会社を約400万ユーロ相当でムラトフに譲渡すると発表した。
同月7日には列車の客室にいたところを何者かに襲撃され赤い油絵の具を浴びせられ、目を負傷するなど被害を受けた。
同年6月20日、ノーベル平和賞のメダルがニューヨークで競売にかけられ、1億350万ドルで落札された。ユニセフを通じ、ウクライナ難民の子どもたちの支援に充てられる。
同年9月8日、コロンビア大学で開かれた国際新聞編集者協会の世界会議開会式で講演。クレムリンが、ロシアでのすべての独立系メディアと批判的ジャーナリズムの排除をウクライナ侵攻を機に「完了」したために起こっている状況について話した。138,000のWeb サイトが閉鎖され、独立したメディアプラットフォームのほとんどが「国家の敵」というレッテルを貼られロシア国外に追い出され、380以上の報道機関がなくなったという。2020年7月にロスコスモスの広報担当者として働いていたジャーナリストのイワン・サフロノフが反逆罪の疑いで逮捕され、2022年9月5日に22年の懲役刑という判決を受けたことを継続的な迫害の例として挙げ、投獄された野党指導者アレクセイ・ナワリヌイの財団に寄付した罪で9年の懲役に直面している記者の同僚アンドレイ・ザヤキンの窮状にも言及した。
2023年9月2日、ロシア司法省はムラトフを外国の代理人に指定したと発表した。「ロシアの内政外交に否定的な見方を醸成する情報の拡散に参加した」ことを理由としている。同月4日、タス通信などはムラトフがノーヴァヤ・ガゼータの編集長を退任すると報じた。ノーヴァヤ・ガゼータ側は通信アプリで、ムラトフは法務省の決定を不服としており、妥当性についての裁判が行われる間は編集長職を退く意向だとしている。9月18日付の大統領令でムラトフが保有する、自らの出版資産物を管理させている5都市の出版社が一時的に国の管理下に移行した。